# ЦСКА (жіночий футбольний клуб, Москва)
Жіночий футбольний клуб ЦСКА (Москва) або просто ЦСКА (Москва) (рос. Женский футбольный клуб
ЦСКА Москва) — російський жіночий футбольний клуб з міста Москва, одна з секцій клубу ЦСКА. Виступає в чемпіонат Росії. У 2017 році команда об'єдналася з клубом «Росіянка».

## Хронологія назв
- 1990—1991 — «ЦСКА-Трансекспо»
- 1992 — «ЦСКА-Нова Ініціатива»
- 1993 — ЦСКА

- з 2016 — ЦСКА

## Історія
Команда заснована 1990 року першим президентом ЦСКА Віктором Мурашком, як філія ФК ЦСКА, проте через брак коштів клуб проіснував недовго. У 1991 році команда ЦСКА провела перші міжнародні матчі з командами «Монако» (2:1), «Людвігсбург» (4:1) та «Акрополіс» (3:1). На найвищому рівні в чемпіонаті Росії грав у 1992-1993 роках. Найвище досягнення – дев'яте місце у 1993 році.
Друга спроба створення ЦСКА відбулася в 2014 році. Команда взяла старт у першій лізі та посіла 7-е місце серед восьми учасників зони «Захід». У 2015 році, після розпаду «Зоркого», на вакантне місце у вищому дивізіоні стала претендувати «Росіянка», яка вирішила заявити в еліту команду, складену з гравців дублюючого складу та «УОР-Росіянки». Оскільки дві «Росіянки» в одному дивізіоні керівництво чемпіонату не допустило, клуб подав заявку як ЦСКА. 2016 року жіночий футбольний клуб ЦСКА було відновлено. Перший матч відроджена команда провела 29 квітня 2016 року проти «Чертаново» (1:1).
13 липня 2017 року жіноча команда ЦСКА увійшла до структури ПФК ЦСКА. 24 вересня того ж року на стадіоні «Електрон» у Великому Новгороді ЦСКА з мінімальним рахунком обіграв «Чертаново» у фінальному матчі Кубка Росії та завоював перший трофей у своїй історії. 16 березня 2018 року команда провела перший міжнародний матч із білоруським клубом «Мінськ» (1:2).
Молодіжна команда. Першу молодіжну команду ЦСКА було створено на базі самарської спортшколи ЦСК ВПС у 2017 році та в перший же рік посіла 2 місце у другій лізі. У 2018 році команда посіла 2-ге місце у зоні «Волга» другої ліги. У 2019 році виступала під назвою «СКА-СШОР з ІВС Московської області» та представляла місто Красноармійськ. У чемпіонаті Московської області (відбірковий етап Першості Росії серед жіночих команд Другої ліги, зона «Московська область») команда посіла друге місце, а в фіналі другої ліги команда посіла 5 місце. Сезон 2020 року став по-справжньому першим в історії клубу для молодіжної команди ЦСКА. У першому дивізіоні команда посіла 7 місце в зоні «Центр».

## Досягнення
- Чемпіонат Росії
  -  Чемпіон (2): 2019, 2020

- Кубок Росії
  -  Володар (1): 2017
  -  Фіналіст (1): 2020

- Ліга чемпіонів УЄФА
  - 2-й кваліфікаційний раунд (1): 2020/21

- Турецький жіночий кубок
  -  Бронзовий призер (1): 2021

## Статистика виступів у національних змаганнях
| Сезон                                                  | Дивізіон | Місце                    | Іг | В  | Н  | П  | М     | О  | Кубок             | Суперкубок | Джерела       |
| ------------------------------------------------------ | -------- | ------------------------ | -- | -- | -- | -- | ----- | -- | ----------------- | ---------- | ------------- |
| Чемпіонат СРСР з футболу серед жінок                   |          |                          |    |    |    |    |       |    |                   |            |               |
| 1991                                                   | перший   | 3                        | 16 | 10 | 1  | 5  | 33-12 | 21 | відбірковий раунд | —          | [ 9 ]         |
| Чемпіонат Росії з футболу серед жінок                  |          |                          |    |    |    |    |       |    |                   |            |               |
| 1992                                                   | вищий    | 11                       | 28 | 5  | 10 | 13 | 10-37 | 21 | ⅛ фіналу          | —          | [ 10 ] [ 11 ] |
| 1993                                                   | вищий    | 9                        | 22 | 3  | 7  | 12 | 9-28  | 9  | ⅛ фіналу          | —          | [ 12 ] [ 13 ] |
| Нова історія: Чемпіонат Росії з футболу серед жінок    |          |                          |    |    |    |    |       |    |                   |            |               |
| 2014                                                   | перший   | 7                        | 14 | 3  | 1  | 10 | 7-30  | 10 | відбірковий раунд | —          | [ 14 ]        |
| Новітня історія: Чемпіонат Росії з футболу серед жінок |          |                          |    |    |    |    |       |    |                   |            |               |
| 2016                                                   | вищий    | 5                        | 15 | 4  | 3  | 8  | 17-25 | 15 | ¼ фіналу          | —          | [ 15 ]        |
| 2017                                                   | вищий    | 4                        | 14 | 9  | 1  | 4  | 24-15 | 28 | Переможець        | —          | [ 16 ]        |
| 2018                                                   | вищий    | 4                        | 14 | 7  | 4  | 3  | 20-10 | 25 | ¼ фіналу          | —          | [ 17 ]        |
| 2019                                                   | вищий    |                          | 19 | 17 | 2  | 0  | 50-7  | 53 | ½ фіналу          | —          | [ 18 ]        |
| 2020                                                   | вищий    |                          | 14 | 10 | 3  | 1  | 20-9  | 33 | Фіналіст          | —          | [ 19 ]        |
| 2021                                                   | вищий    | \| {{{1}}} \| {{{2}}} \| | 27 | 17 | 6  | 4  | 50-14 | 57 | ⅛ фіналу          | Фіналіст   | [ 20 ]        |
| {{{1}}}                                                | {{{2}}}  |                          |    |    |    |    |       |    |                   |            |               |

## Статистика виступів у Лізі чемпіонів
| Сезон     | Раунд | Дата       | Місце         | Суперник        | Рахунок |
| 2020–2021 | 1КР   | 03.11.2020 | Москва        | «Флора»         | 2:0     |
| 2020–2021 | 2КР   | 19.11.2020 | Санкт-Пельтен | «Санкт-Пельтен» | 0:1     |
| 2021–2022 | 1КР   | 18.08.2021 | Лімасол       | «Свонсі»        | 4:1     |
| 2021–2022 | 1КР   | 21.08.2021 | Лімасол       | «Аполлон»       | 1:2     |

## Бомбардири
Бомбардири клубу в сезонах 1993, 2014, 2016-2020 років.
| №  | Гравчиня               | Голи ЧР | Сезони                                 |
| -- | ---------------------- | ------- | -------------------------------------- |
| 1  | Габріель Онгене        | 23      | 2017 (9), 2018 (3), 2019 (4), 2020 (7) |
| 2  | Надія смирнова         | 21      | 2017 (3), 2018 (5), 2019 (9), 2020 (4) |
| 3  | Ксенія Цибутович       | 15      | 2018 (4), 2019 (11)                    |
| 4  | Дарина Яковлєва        | 10      | 2016 (1), 2019 (9)                     |
| 5  | Наталя Машина          | 7       | 2016 (2), 2017 (2), 2018 (3)           |
| 6  | Валерія Беспаликова    | 6       | 2016 (1), 2019 (4), 2020 (1)           |
| —  | Анастасія Поздєєва     | 6       | 2019 (5), 2020 (1)                     |
| —  | Ольга Чернова          | 6       | 2016 (3), 2017 (1), 2018 (1), 2019 (1) |
| 9  | Каріна Блинська        | 3       | 2016 (3)                               |
| —  | Юлія М'ясникова        | 3       | 2019 (2), 2020 (1)                     |
| —  | Любов Сафронова        | 3       | 1993 (3)                               |
| —  | Віра Симановська       | 3       | 2016 (1), 2017 (1), 2018 (1)           |
| —  | Ельвіра Тодуа          | 3       | 2016 (1), 2017 (2)                     |
| —  | Маргарита Черномирдіна | 3       | 2019 (3)                               |
| 15 | Валерія Бізенкова      | 2       | 2019 (1), 2020 (1)                     |
| —  | Ксенія Коваленко       | 2       | 2018 (1), 2019 (1)                     |
| —  | Ганна Кожникова        | 2       | 2017 (2)                               |
| —  | Вікторія Мустафіна     | 2       | 2014 (2)                               |
| —  | Валерія Панкратова     | 2       | 2016 (2)                               |
| —  | Раліна Сібаєва         | 2       | 2014 (2)                               |
| —  | Катерина Сочнєва       | 2       | 2017 (1), 2019 (1)                     |
| 22 | Марія Алексєєва        | 1       | 2020 (1)                               |
| —  | Ельвіра Зіястанова     | 1       | 2017 (1)                               |
| —  | Анастасія Конюхова     | 1       | 2016 (2)                               |
| —  | Валерія Макова         | 1       | 2014 (1)                               |
| —  | Юлія Нікіфорова        | 1       | 2014 (1)                               |
| —  | Тетяна Петрова         | 1       | 2020 (1)                               |
| —  | Юлія Плешкова          | 1       | 2020 (1)                               |
| —  | Анастасія Соколова     | 1       | 2014 (1)                               |
| —  | Ганна Чолов'яга        | 1       | 2017 (1)                               |
| —  | Ксенія Шахова          | 1       | 2018 (1)                               |
| —  | Дарина Шквара          | 1       | 2016 (1)                               |
| —  | Любов Ященко           | 1       | 2020 (1)                               |

## Відомі гравчині
- Кулістан Боташева
- Марина Кісконен
- Ксенія Коваленко
- Валерія Панкратова
- Катерина Сочнєва
- Олена Терехова
- Ельвіра Тодуа
- Ксенія Цибутович
- Юлія М'ясникова
- Тіяна Янкович

## Відомі тренери
- Володимир Четвериков (1991—1993)
- Андрій Токмакова та Андрій Божьєв (2013—2014)[21]
- Максим Зінов'єв (2016, до серпня)
- Ігор Князєв (2016, з серпня, в.о.)[22]
- Сергій Скобляков (2017)
- Максим Зінов'єв (2017—2018)
- Олександр Григорян (2018—2019)
- Максим Зінов'єв (2019—2021)
- Сергій Лаврентьєв (2021)
- Олександр Григорян (2021—н.ч.)